# L'ammiratrice
L'ammiratrice è un film del 1983 diretto da Romano Scandariato.

## Trama
Francesca, una giornalista in cerca di scoop, vuole scrivere un articolo sull'idolo musicale Nino D'Angelo. Per mettersi in contatto con lui si finge una sua fan. La frequentazione col cantante porta la giornalista a esserne attratta, quando esce un articolo sul giornale (scritto da un collega innamorato respinto) che ferisce Nino. La giornalista, però, scopre d'essere gravemente malata. Enzo, fratello di Francesca, riferisce a Nino che la sorella ha un tumore al cervello e così il medico dice ai due che alla ragazza non farebbe male un viaggio a Venezia, ma senza farla affaticare. Infatti nel corso del viaggio, Francesca inizia a sentirsi debole e a rimanere a letto tutto il giorno. Tornati dal viaggio, Nino ed Enzo decidono di preparare una festa di compleanno alla ragazza, e le comprano regali e torta, ma vedendo le facce degli amici non tardano a capire ciò che è successo: la giovane è infatti in gravi condizioni, e così, all'insaputa dei due, si confessa e muore il giorno stesso e Nino, non rimane altro che andare in teatro per cantare nella sala vuota una canzone dedicata a Francesca.

## Accoglienza

### Incassi
Il film si è classificato al 100º posto tra i primi 100 film di maggior incasso della stagione cinematografica italiana 1983-1984.